# Demons (James Morrison)
Demons is een nummer van de Engelse zanger James Morrison. Het is geschreven door Morrison zelf samen met Mima Stilwell en Jim Elliot voor zijn vierde studioalbum Higher Than Here (2015).

## Hitnoteringen

### Nederlandse Top 40
| Positie: | 34 | 30 | 29 | 30 | uit |